# Louis-Eugène Cavaignac
Louis-Eugène Cavaignac (París, 15 de octubre de 1802-Flée, 28 de octubre de 1857) fue un militar y político francés del siglo XIX.

## Familia
Era hijo del general Jean-Baptiste Cavaignac (1762-1829) y de Julie Olivier de Corancez (1779-1849). Tuvo dos hermanos, Jean-Antoine (1789) y Eleonore Luis Godofredo Cavaignac (1801-1845). Se casó en 1851 con Claire Louise Odier (1833-1874) y tuvo un hijo, Jacques Marie Eugène Godefroy Cavaignac (1853-1905), que fue un político destacado.

## Carrera militar
Entró en el ejército como oficial de máquinas en 1824 y sirvió en Morea (Peloponeso) en 1828, llegando a ser capitán al año siguiente. Cuando estalló la revolución de 1830 estaba destinado en Arras y fue el primer oficial de su regimiento en declararse favorable al nuevo estado de cosas. En 1831 fue apartado del servicio activo debido a su declarado y ferviente republicanismo, aunque en 1832 se le envió a Argelia, donde permaneció dieciséis años, estando destinado en la guarnición de Tlemcen y participando en la defensa de Cherchell (1840). Fue ascendiendo por méritos de guerra y en 1844 el duque de Aumale le recomendó para mariscal de campo y se le encomendó la dirección de los diferentes distritos del territorio argelino. En 1848 se le nombró gobernador de la provincia de Argelia con el rango de general de división.

## Revoluciones de 1848 y Segunda República
El 20 de marzo de 1848 fue nombrado ministro de la Guerra, pero renunció al cargo a principios de abril debido a la negativa del gobierno a acantonar tropas en la capital. El 17 de mayo de ese mismo año le fue ofrecido nuevamente el puesto y lo aceptó, trasladándose a París, que en ese momento se encontraba en un momento crítico debido a la proliferación de motines obreros. La alianza entre clases medias y masa obrera nacida en febrero había terminado por desaparecer fruto de los intereses de clase contrapuestos. En el mes de junio, principalmente entre los días 23 y 26, la insurrección llegó a su máximo exponente, debido al cierre de los talleres nacionales que el gobierno había abierto el 26 de febrero para combatir el desempleo (pagando 2 francos al día), una acción que, en medio de la crisis económica reinante, fue vista como una traición gubernamental.
La Asamblea Nacional decidió que para hacer valer su autoridad había que utilizar la fuerza. El 24 de junio, la Comisión Ejecutiva concedió a Cavaignac plenos poderes para aplastar la revuelta, convirtiéndolo de facto en el jefe de Estado de Francia, posición que fue confirmada 4 días después, cuando fue nombrado jefe del gobierno. Bajo su mandato, la rebelión obrera fue duramente sofocada (con ayuda de las tropas regulares que iban llegando) y severamente reprimida. Algunos le acusaron de tardanza, pero la Asamblea ratificó su gestión por amplia mayoría.
Reprimida la sublevación, Cavaignac buscó el apoyo de los hombres de negocios, los políticos y los expertos en ciencias sociales a fin de buscar una solución a los problemas de los trabajadores y restablecer un orden permanente, encargando la tarea al Comité de Trabajo del gobierno. La conclusión a la que se llegó fue los obreros eran personas pocos inteligentes a las que agentes desestabilizadores socialistas habían transmitido ideas extrañas de desaforada ambición, desatando así sus bajas pasiones. La solución sería pues exponerles "la realidad", que su situación no era tan penosa como para justificar un alzamiento.
Cavaignac continuó en el cargo hasta la celebración de elecciones a la presidencia de la República, a las cuales se presentó esperando revalidar su mandato en las urnas. Sin embargo, la candidatura encabezada por el sobrino del antiguo emperador Napoleón, Carlos Luis Bonaparte, contaba con un enorme apoyo popular fuera de París, sobre todo entre los campesinos con tierra y voto, que no simpatizaban con las propuestas liberales y veían en el apellido Bonaparte la seguridad y el orden que necesitaban para conservar lo conseguido. Finalmente, las urnas arrojaron un resultado contundente: Bonaparte consiguió 5'5 millones de votos (el 75%) y alcanzó la presidencia, mientras Cavaignac, con sólo 1,5 millones, abandonó la primera línea política.
Continuó ejerciendo como representante durante el resto de la corta República. Durante el golpe de Estado del 2 de diciembre de 1851 fue detenido junto con los otros miembros de la oposición, pero tras una breve estancia en prisión fue puesto en libertad, y, recién casado, vivió con su mujer en un discreto retiro hasta su muerte en Flée.